# Conveni d'Aarhus
El Conveni de la Comissió Econòmica per Europa (CEPE) sobre l'accés a la informació, participació del públic en la presa de decisions i l'accés a la justícia en matèria de medi ambient, conegut normalment com a Conveni d'Aarhus, és un tractat internacional que regula els drets de participació ciutadana en relació amb el medi ambient. El tractat va ser elaborat en el marc de la UNECE.

## Estats part i entrada en vigor
El 25 de juny de 1998 a la ciutat danesa d'Aarhus es va signar el Conveni de la CEE-ONU sobre accés a la informació, participació pública en la presa de decisions i accés a la justícia en matèria mediambiental, conegut normalment com el Conveni d'Aarhus. Va entrar en vigor el 30 d'octubre de 2001. Espanya va ratificar el Conveni el 15 de desembre de 2004 i dos anys després, en 2006, va aprovar la Llei 27/2006, per la qual es regulen els drets d'accés a la informació, de participació pública i d'accés a la justícia en matèria de medi ambient, que aplica a Espanya les disposicions del Conveni. El març de 2014 tenia 47 parts, 46 estats i la Unió Europea. Tots els estats que l'han ratificat es troben a Europa i Àsia central. La UE ha començat a aplicar els principis del Conveni d'Aarhus a la seva legislació, sobretot la Directiva Marc de l'Aigua (Directiva 2000/60 / CE). Liechtenstein i Mònaco han signat la convenció, però no l'han ratificat.
La Primera sessió de la Reunió de les parts es va celebrar el 2002 a Lucca (Itàlia). Es va establir el Comitè de Compliment de la Convenció d'Aarhus com a mecanisme consultiu i no conflictiu encarregat de supervisar el compliment de la Convenció per les parts es va establir el Grup de treball sobre l'accés a la justícia amb l'objecte de proporcionar una plataforma per intercanviar informació, experiències i bones pràctiques relacionades amb l'accés a la justícia.
La Segona sessió de la Reunió de les parts es va celebrar el 2005 a Almati (Kazakhstan). La Reunió de les parts va aprovar la modificació de la Convenció sobre la participació pública en les decisions sobre els organismes modificats genèticament (esmena sobre els OMG). També va adoptar directrius sobre la promoció de l'aplicació dels principis de la Convenció en els fòrums internacionals (directrius d'Almati).
La Tercera sessió de la Reunió de les parts, es va celebrar a Chisinau (República de Moldàvia) el 2011. Es va aprovar la Declaració de Chisinau, en la qual es va reconèixer la contribució de la Convenció d'Aarhus per posar en pràctica el principi 10 de la Declaració de Riu sobre el Medi Ambient i el Desenvolupament, destacant en particular el paper que pot exercir la Convenció per a l'assoliment d'una economia ecològica i de bona governança, i es va reconèixer la tasca que encara queda per fer. Es va establir el grup de treball de la Convenció d'Aarhus sobre l'accés a la informació amb l'objecte d'enfortir l'aplicació de les disposicions de la Convenció sobre l'accés a la informació.
L'aplicació nacional de la Convenció és objecte de supervisió i avaluació per mitjà de l'obligació que tenen les parts de presentar cada tres anys a la Reunió de les parts informes nacionals sobre l'aplicació, per al seu examen.

## Contingut del Conveni
El Conveni d'Aarhus estableix una sèrie de drets del públic (individus i les seves associacions) en relació amb el medi ambient. Les Parts en el Conveni estan obligades a adoptar les disposicions necessàries perquè les autoritats públiques (en l'àmbit nacional, regional o local) contribueixin al compliment d'aquests drets.

### Accés a la informació
Tota persona té dret a rebre informació mediambiental en poder de les autoritats públiques. Això pot incloure informació sobre l'estat del medi ambient, però també sobre les polítiques o mesures adoptades, o sobre l'estat de la salut i la seguretat humanes quan pugui veure's afectada per l'estat del medi ambient. Els sol·licitants tenen dret a obtenir aquesta informació en el termini d'un mes a partir de la sol·licitud i sense haver de dir perquè la requereixen. A més, en virtut del Conveni, les autoritats públiques estan obligades a difondre activament la informació ambiental que obra en el seu poder.

### Participació en la presa de decisions
Les autoritats públiques han d'adoptar disposicions perquè el públic afectat i les organitzacions no governamentals mediambientals puguin formular observacions sobre, per exemple, les propostes de projectes que afectin el medi ambient, o els plans i programes relatius al medi ambient, les observacions que s'han de tenir degudament en compte en l'adopció de decisions, i la informació que s'ha de facilitar sobre les decisions finals i els motius d'aquestes.

### Accés a la justícia
Tota persona té dret a accedir a un recurs de revisió, administració o judicial per a qüestionar: una denegació o una resposta improcedent a una sol·licitud d'informació sobre el medi ambient; la legalitat d'una decisió, un acte o una omissió de permetre una activitat determinada; o els actes o omissions de persones o d'autoritats públiques que contravinguin la legislació ambiental.
L'accés als procediments judicials ha de ser just, equitatiu i oportú. Els recursos previstos han de ser adequats i eficaços, i ha d'existir un accés a una ordre de reparació quan resulti procedent.
Finalment, i això revesteix gran importància, els procediments administratius i judicials no han de ser tan costosos que dissuadeixin les persones de recórrer a la justícia, i les parts han de proporcionar una forma econòmica i accessible perquè la gent presenti les seves reclamacions.

## Comitè de compliment
La Convenció compta amb un innovador mecanisme per examinar el compliment de les seves disposicions, que autoritza els membres del públic, així com a les parts, per plantejar qüestions relatives a l'acompliment d'una de les parts davant d'un comitè especial constituït per experts independents. El Comitè de Compliment de la Convenció d'Aarhus garanteix l'obertura i la transparència de la Convenció. Té un caràcter no conflictiu, no judicial i consultiu, i brinda un vincle fonamental entre el públic i les parts, que permet abordar les qüestions relatives a l'acompliment de la Convenció.
Des de la seva creació, el 2002, el Comitè de Compliment ha arribat a una sèrie de conclusions importants i ha estat decisiu per ajudar el fet que les parts compleixin les seves obligacions i, en cas necessari, modifiquin els seus sistemes legals i administratius per garantir l'aplicació dels drets ambientals de la població que preveu la Convenció d'Aarhus.
El mecanisme de compliment pot ser activat de quatre maneres:
1. Una part pot presentar una comunicació sobre el compliment d'una altra part.
2. Una part pot presentar una comunicació en relació amb el seu propi compliment.
3. La secretaria de la Convenció d'Aarhus pot fer una remissió al Comitè.
4. Un membre del públic (entre els quals es troben les organitzacions no governamentals), pot presentar comunicacions relatives a l'acompliment de la Convenció per alguna de les parts.

## El protocol sobre emissió i transferència de contaminants
El Protocol de Kíev de registre d'emissió i transferència de contaminants del Conveni d'Aarhus, conegut també com a Protocol de Kíev va ser adoptat en la reunió extraordinària de les Parts celebrada a Kíev el 21 de maig de 2003. Va ser el primer acord internacional jurídicament vinculant sobre els registres d'emissió i transferència de contaminants. Va entrar en vigor el 2009.
Consisteix en una base de dades en línia d'accés públic, o un registre, que exigeix que els operadors proporcionin informació actualitzada sobre el seu alliberament i transferència de contaminants. El Protocol exigeix que es comuniqui informació sobre l'alliberament i la transferència d'una extensa llista de contaminants, que inclouen els gasos d'efecte hivernacle, els metalls pesants i els compostos químics tòxics.